# 內功
內功，是一種存在於中国武术和气功中的概念。
主要是用呼吸、吐納、運氣方法，使意念集中並配合身體動作，以加強攻擊、防守動作的效果。
內功的目的一是加強精、氣、神，第二是心念上的通達。
練習方式分為兩種，一種為養氣和練氣，各門派中有不同的引導與運氣方法，有激發自身氣血者、通大小周天者、有性命雙修者、修三花聚頂、五氣朝元者、採氣入體者、神人相感求通靈者等等。
第二種是強化精神世界，保持沉著專注、精進勇猛的心態，每人精神上瓶頸並不相同，但解決的辦法與古代戰士的教條有相似的地方，例如武士道，包含爭取榮譽、克服面對死亡的恐懼、知道自己為何而戰、武德的修養、哲學思考等。
古代又稱為氣功、道功、吐納、導引、玄功、靜功、定功、性功、修道、禪功、內丹功、內養功、養身功等。

## 由來

### 內家拳理論
明清時期黃宗羲的《王征南墓志铭》出現後，逐漸形成外家拳與內家拳的概念。
外家拳注重鍛鍊肌肉強度、腰腿筋骨的延展與技巧、力量與速度取勝。內家拳並不依靠身體素質，注重鍛鍊於呼吸吐納、意念集中。而詠春在寸勁造詣上不依靠距離就能發出爆發力。
因此在外家拳上的用功被稱為外功，在內家拳上做的用功被稱為內功。

### 道家理論
內功為道教內丹術的修煉方法，進行性命的修煉，以人身為鼎爐，修煉「精、氣、神」等而達成強身健體、提高人體的生命功能、延長壽命、乃至成仙、長生不老之目的。因此在內丹術上的造詣稱為內功。

### 科學理論
内勁為內家拳擅長的特殊發力方式，身體的重心剛好處於丹田附近，氣沉丹田可以更有效的把人體的重量轉移到打擊力道上。在内勁上的造詣稱為內功。

### 氣功理論
古代又稱氣術、引導術、吐納，效用為活絡氣血、培補元氣、調和陰陽以顯示生命力旺盛。所謂內功與外功分別是指氣功的軟氣功與硬氣功。

## 武俠小說中的內功
內功亦是武俠小說的一个基本概念，一般认为是發揮人類內在潛能的能力。内功的概念是建基於古代中國的中醫學對“氣”的研究，增加諸多幻想元素。
在武侠小说中，内功是以内力为基础的个人能力，一般是外功（也就是武力）的基础。在修練時需要知道心法或是口訣，在使用有關內功的招式時需要消耗內力，只有内功深厚的人才能拥有高超的武功，如果没有内功作为基础，练习各种武功，特别是招式是没有实际意义的。
金庸的武侠小说《射雕英雄傳》和《神雕侠侣》裡的人物黄蓉就是一个反例，她的武功招式十分奇妙，但是内功不足，从而在一些情況下會顯得战斗力不足。《笑傲江湖》里的令狐冲完全没有內力，但他以精妙的独孤九剑出奇制胜。而《倚天屠龙记》裏的张无忌则正好相反，开始时他通过修习九阳真经而拥有了深厚的内功或者内力，从而奠定了学习高深武功的基础。

## 仙俠小說中的內功
內功亦是仙俠小說的一个基本概念，一般认为是收集天地間的能量儲存於丹田依照特定的脈絡或穴竅運行，功成之後會形成所謂的"功體"可以將能量外放成招式或是護體罡氣，功體通常會附加屬性並擁有相剋關係。